# زن باوقار
زن باوقار (هانگول:품위있는 그녀، تلفظ:Pumwi Inneun Geunyeo) مجموعه تلویزیونی درام کره‌ای است که در سال ۲۰۱۷ توسط کانال جی‌تی‌بی‌سی تهیه شد.

## خلاصه داستان
زنی مرموز به نام پارک بوکجا به عنوان خدمتکار وارد خانواده‌ای می‌شود تا زندگی آن‌ها را نابود و همه اموالشان را تصاحب کند. عروس کوچک خانواده، وو آه جین باعث آمدن او به این خانه شده و وقتی متوجه افکار پلید وی می‌شود، سعی می‌کند به هر طریقی او را از خانه بیرون کند، اما بوکجا که مهر خود را به دل پیرمردِ خانواده، نشانده‌است با او ازدواج می‌کند و به مرور صاحب مال و اموال خانواده می‌شود.

## بازیگران
- کیم سون-آه در نقش پارک بوکجا
- کیم هی سون در نقش ووو آه جین
- جونگ سانگ-هون در نقش آن جه سوک، همسر وو آه جین
- لی تائه-ایم در نقش یون سونگ هی، معشوقه جه سوک
- لی کی-وو

## تولید
- سریال قبل از پخش به‌طور کامل فیلمبرداری شده‌است.
- فیلمبرداری از اوت ۲۰۱۶ آغاز و فوریه ۲۰۱۷ به پایان رسیده‌است.
- این سریال به مناسبت پنجمین سال تأسیس شبکه jTBC تولید و به روی آنتن رفت.
- محبوبیت این سریال (به گفته بینندگان) بیشتر مدیون فیلمنامه حرفه‌ای و غیرقابل پیش‌بینی، بازی عالی بازیگران به خصوص دو نقش اول (کیم هی سان و کیم سون آه) و برداشتی از یک رویداد واقعی از خانواده‌ای در سئول، است.
- منتقدان، تیم تولید و نویسنده این سریال را برای خلق سریالی هیجان انگیز و در عین حال غم‌انگیز و رمزآلود، تحسین کرده‌اند.
- این مجموعه تلویزیونی پربیننده‌ترین سریال شبکه کابلی jTBC با رتبه ۱۲٪ می‌باشد.
- این سریال چهارمین سریال پربیننده شبکه‌های کابلی کره جنوبی پس از پاسخ به ۱۹۸۸ (tvN)، گابلین و سیگنال (۲۰۱۶) می‌باشد.
- پس از پایان پخش، به دلیل محبوبیت فوق‌العاده سریال و حجم بالای درخواست‌ها مبنی بر پخش مجددِ سریال، شبکه jTBC از دوم تا ششم اکتبر ۲۰۱۷ (روزی چهار قسمت)، اقدام به بازپخش سریال کرد.

## جوایز و نامزدی‌ها

### دهمین دوره جشنواره سریال‌های کره‌ای
| قسمت                            | نامزد       | نتیجه    | جایزه     |
| ------------------------------- | ----------- | -------- | --------- |
| بازیگر ممتاز مرد                | لی کی وو    | نامزدشده | لوح تقدیر |
| ستاره تابان (جایزه ویژه داوران) | لی تائه-ایم | برنده    | لوح تقدیر |

### اولین دوره جشنواره سئول
| قسمت                       | نامزد         | نتیجه    | جایزه     |
| -------------------------- | ------------- | -------- | --------- |
| بهترین سریال               | زن باوقار     | نامزدشده | لوح تقدیر |
| بهترین بازیگر نقش اول زن   | کیم هی سان    | نامزدشده | لوح تقدیر |
| بهترین بازیگر نقش مکمل مرد | جونگ سانگ هون | برنده    | لوح تقدیر |
| بهترین بازیگر نقش مکمل زن  | سئو جونگ یئون | نامزدشده | لوح تقدیر |

### دومین جشنواره هنری آسیا
| قسمت                           | نامزد      | نتیجه | جایزه     |
| ------------------------------ | ---------- | ----- | --------- |
| دسانگ (جایزه بزرگِ بازیگری سال) | کیم هی سان | برنده | لوح طلایی |